# NGC 53
NGC 53 је спирална галаксија у сазвежђу Тукан која се налази на NGC листи објеката дубоког неба.
Деклинација објекта је - 60° 19' 43" а ректасцензија 0h 14m 43,0s. Привидна величина (магнитуда) објекта NGC 53 износи 12,7 а фотографска магнитуда 13,5. NGC 53 је још познат и под ознакама ESO 111-20, FAIR 3, AM 0012-603, PGC 982.